# Noors voetbalelftal in 1994
Het Noors voetbalelftal speelde in totaal veertien interlands in het jaar 1994, waaronder drie groepswedstrijden bij de EK-eindronde in de Verenigde Staten. De selectie stond onder leiding van bondscoach Egil Olsen. Op de FIFA-wereldranglijst zakte Noorwegen in 1994 van de vierde (januari 1994) naar de achtste plaats (december 1994). Verdediger Henning Berg en middenvelder Lars Bohinen waren de enige twee spelers die in 1994 in alle veertien duels in actie kwamen.

## Balans
| Wedstrijden | Wedstrijden | Wedstrijden | Wedstrijden | Doelpunten | Doelpunten | Doelpunten | Punten |
| Gespeeld    | Winst       | Gelijk      | Verlies     | Voor       | Tegen      | Saldo      | Punten |
| ----------- | ----------- | ----------- | ----------- | ---------- | ---------- | ---------- | ------ |
| 14          | 6           | 5           | 3           | 14         | 8          | +4         | 1.214  |

## Interlands
|                                                       |                                   |       |                    |                                                                                        |
| 15 januari Vriendschappelijk № 556 «onderlinge duels» | Verenigde Staten                  | 2 – 1 | Noorwegen          | Sun Devil Stadium, Tempe Toeschouwers: 15.386 Scheidsrechter: Miguel Angel Salas (MEX) |
| 15 januari Vriendschappelijk № 556 «onderlinge duels» | Marcelo Balboa 55' Cobi Jones 90' |       | 45' Frank Strandli | Sun Devil Stadium, Tempe Toeschouwers: 15.386 Scheidsrechter: Miguel Angel Salas (MEX) |

|                                                       |            |       |           |                                                                                          |
| 19 januari Vriendschappelijk № 557 «onderlinge duels» | Costa Rica | 0 – 0 | Noorwegen | Jack Murphy Stadium, San Diego Toeschouwers: 56.222 Scheidsrechter: Arturo Angeles (USA) |
| 19 januari Vriendschappelijk № 557 «onderlinge duels» |            |       |           | Jack Murphy Stadium, San Diego Toeschouwers: 56.222 Scheidsrechter: Arturo Angeles (USA) |

|                                                    |                   |       |                                                        |                                                                                  |
| 9 maart Vriendschappelijk № 558 «onderlinge duels» | Wales             | 1 – 3 | Noorwegen                                              | Cardiff Arms Park, Cardiff Toeschouwers: 10.000 Scheidsrechter: John Ferry (NIR) |
| 9 maart Vriendschappelijk № 558 «onderlinge duels» | Chris Coleman 90' |       | 6' Jostein Flo 50' Erik Mykland 51' Jahn Ivar Jakobsen | Cardiff Arms Park, Cardiff Toeschouwers: 10.000 Scheidsrechter: John Ferry (NIR) |

|                                                     |           |       |          |                                                                                  |
| 20 april Vriendschappelijk № 559 «onderlinge duels» | Noorwegen | 0 – 0 | Portugal | Ullevaal Stadion, Oslo Toeschouwers: 17.509 Scheidsrechter: Andrew Waddell (SCO) |
| 20 april Vriendschappelijk № 559 «onderlinge duels» |           |       |          | Ullevaal Stadion, Oslo Toeschouwers: 17.509 Scheidsrechter: Andrew Waddell (SCO) |

|                                                   |          |       |           |                                                                                       |
| 22 mei Vriendschappelijk № 560 «onderlinge duels» | Engeland | 0 – 0 | Noorwegen | Wembley Stadium, Londen Toeschouwers: 64.327 Scheidsrechter: Kim Milton Nielsen (DEN) |
| 22 mei Vriendschappelijk № 560 «onderlinge duels» |          |       |           | Wembley Stadium, Londen Toeschouwers: 64.327 Scheidsrechter: Kim Milton Nielsen (DEN) |

|                                                   |                                         |       |                      |                                                                                |
| 1 juni Vriendschappelijk № 561 «onderlinge duels» | Noorwegen                               | 2 – 1 | Denemarken           | Ullevaal Stadion, Oslo Toeschouwers: 26.123 Scheidsrechter: Leif Sundell (SWE) |
| 1 juni Vriendschappelijk № 561 «onderlinge duels» | Jahn Ivar Jakobsen 35' Henning Berg 45' |       | 42' Flemming Povlsen | Ullevaal Stadion, Oslo Toeschouwers: 26.123 Scheidsrechter: Leif Sundell (SWE) |

|                                                   |                                          |       |           |                                                                                             |
| 5 juni Vriendschappelijk № 562 «onderlinge duels» | Zweden                                   | 2 – 0 | Noorwegen | Råsunda Fotbollstadion, Solna Toeschouwers: 29.691 Scheidsrechter: Kim Milton Nielsen (DEN) |
| 5 juni Vriendschappelijk № 562 «onderlinge duels» | Tomas Brolin 56' Tomas Brolin 61' (pen.) |       |           | Råsunda Fotbollstadion, Solna Toeschouwers: 29.691 Scheidsrechter: Kim Milton Nielsen (DEN) |

| WK voetbal 1994 |
| --------------- |

|                                                       |        |                   |           |                                                                                |
| 19 juni WK-eindronde Groep E № 563 «onderlinge duels» | Mexico | 0 – 1             | Noorwegen | RFK Stadium, Washington Toeschouwers: 52.395 Scheidsrechter: Sándor Puhl (HUN) |
| 19 juni WK-eindronde Groep E № 563 «onderlinge duels» |        | 85' Kjetil Rekdal |           | RFK Stadium, Washington Toeschouwers: 52.395 Scheidsrechter: Sándor Puhl (HUN) |

|                                                       |                 |       |           |                                                                                         |
| 23 juni WK-eindronde Groep E № 564 «onderlinge duels» | Italië          | 1 – 0 | Noorwegen | Giants Stadium, East Rutherford Toeschouwers: 74.624 Scheidsrechter: Hellmut Krug (GER) |
| 23 juni WK-eindronde Groep E № 564 «onderlinge duels» | Dino Baggio 69' |       |           | Giants Stadium, East Rutherford Toeschouwers: 74.624 Scheidsrechter: Hellmut Krug (GER) |

|                                                       |           |       |         |                                                                                               |
| 28 juni WK-eindronde Groep E № 565 «onderlinge duels» | Noorwegen | 0 – 0 | Ierland | Giants Stadium, East Rutherford Toeschouwers: 76.322 Scheidsrechter: José Torres Cadena (COL) |
| 28 juni WK-eindronde Groep E № 565 «onderlinge duels» |           |       |         | Giants Stadium, East Rutherford Toeschouwers: 76.322 Scheidsrechter: José Torres Cadena (COL) |

|  |  |  |  |  |  |  |  |  |

|                                                      |                  |       |             |                                                                                |
| 7 september EK-kwalificatie № 566 «onderlinge duels» | Noorwegen        | 1 – 0 | Wit-Rusland | Ullevaal Stadion, Oslo Toeschouwers: 16.739 Scheidsrechter: Guy Goethals (BEL) |
| 7 september EK-kwalificatie № 566 «onderlinge duels» | Geir Frigård 88' |       |             | Ullevaal Stadion, Oslo Toeschouwers: 16.739 Scheidsrechter: Guy Goethals (BEL) |

|                                                     |                          |       |               |                                                                                 |
| 12 oktober EK-kwalificatie № 567 «onderlinge duels» | Noorwegen                | 1 – 1 | Nederland     | Ullevaal Stadion, Oslo Toeschouwers: 22.293 Scheidsrechter: Jim McCluskey (SCO) |
| 12 oktober EK-kwalificatie № 567 «onderlinge duels» | Kjetil Rekdal 52' (pen.) |       | 22' Bryan Roy | Ullevaal Stadion, Oslo Toeschouwers: 22.293 Scheidsrechter: Jim McCluskey (SCO) |

|                                                      |             |                                                                            |           |                                                                             |
| 16 november EK-kwalificatie № 568 «onderlinge duels» | Wit-Rusland | 0 – 4                                                                      | Noorwegen | Dinamostadion, Minsk Toeschouwers: 5.711 Scheidsrechter: Lyube Spasov (BUL) |
| 16 november EK-kwalificatie № 568 «onderlinge duels» |             | 34' Henning Berg 39' Øyvind Leonhardsen 52' Lars Bohinen 83' Kjetil Rekdal |           | Dinamostadion, Minsk Toeschouwers: 5.711 Scheidsrechter: Lyube Spasov (BUL) |

|                                                      |       |                      |           |                                                                                     |
| 14 december EK-kwalificatie № 569 «onderlinge duels» | Malta | 0 – 1                | Noorwegen | Ta' Qali Stadium, Ta' Qali Toeschouwers: 9.000 Scheidsrechter: Gianni Beschin (ITA) |
| 14 december EK-kwalificatie № 569 «onderlinge duels» |       | 11' Jan Åge Fjørtoft |           | Ta' Qali Stadium, Ta' Qali Toeschouwers: 9.000 Scheidsrechter: Gianni Beschin (ITA) |

## FIFA-wereldranglijst
| JAN | FEB | MAR | APR | MEI | JUN | JUL | AUG | SEP | OKT | NOV | DEC |
| --- | --- | --- | --- | --- | --- | --- | --- | --- | --- | --- | --- |
| 4   | 5   | 3   | 3   | 4   | 6   | 8   | 8   | 8   | 10  | 10  | 8   |

## Statistieken
| Erik Thorstvedt      | 1962-10-28 | Tottenham Hotspur | 8  | 0 | 0 | 80 | 0  |
| Frode Grodås         | 1964-10-24 | Lillestrøm SK     | 6  | 0 | 0 | 16 | 0  |
| Ola By Rise          | 1960-11-14 | Rosenborg BK      | 0  | 1 | 0 | 25 | 0  |
| Verdediging          |            |                   |    |   |   |    |    |
| Henning Berg         | 1969-09-01 | Blackburn Rovers  | 14 | 0 | 2 | 23 | 2  |
| Stig Inge Bjørnebye  | 1969-12-11 | Liverpool         | 10 | 0 | 0 | 41 | 1  |
| Rune Bratseth        | 1961-03-19 | Werder Bremen     | 7  | 0 | 0 | 60 | 4  |
| Tore Pedersen        | 1969-09-29 | SK Brann          | 5  | 0 | 0 | 36 | 0  |
| Alf-Inge Håland      | 1972-11-23 | Nottingham Forest | 4  | 1 | 0 | 5  | 0  |
| Gunnar Halle         | 1965-08-11 | Oldham Athletic   | 3  | 3 | 0 | 48 | 4  |
| Ronny Johnsen        | 1969-06-10 | Lillestrøm SK     | 3  | 1 | 0 | 11 | 1  |
| Roger Nilsen         | 1969-08-08 | Sheffield United  | 3  | 1 | 0 | 20 | 3  |
| Erland Johnsen       | 1967-04-05 | Chelsea           | 3  | 0 | 0 | 21 | 2  |
| Pål Lydersen         | 1965-09-10 | IK Start          | 2  | 1 | 0 | 20 | 1  |
| Karl Petter Løken    | 1966-08-14 | Rosenborg BK      | 2  | 0 | 0 | 30 | 1  |
| Geirmund Brendesæter | 1970-03-22 | SK Brann          | 1  | 0 | 0 | 3  | 0  |
| Dan Eggen            | 1970-01-13 | Brøndby IF        | 1  | 0 | 0 | 2  | 0  |
| Middenveld           |            |                   |    |   |   |    |    |
| Erik Mykland         | 1971-07-21 | FC Utrecht        | 13 | 0 | 1 | 32 | 2  |
| Lars Bohinen         | 1969-09-08 | Nottingham Forest | 12 | 2 | 1 | 36 | 8  |
| Kjetil Rekdal        | 1968-11-06 | Lierse SK         | 11 | 2 | 3 | 39 | 8  |
| Jahn Ivar Jakobsen   | 1965-11-08 | Rosenborg BK      | 7  | 4 | 2 | 50 | 7  |
| Øyvind Leonhardsen   | 1970-08-17 | Wimbledon         | 7  | 2 | 1 | 35 | 8  |
| Jan Ove Pedersen     | 1968-11-12 | Lillestrøm SK     | 1  | 1 | 0 | 17 | 1  |
| Tom Kåre Staurvik    | 1970-02-13 | FK Bodø/Glimt     | 1  | 0 | 0 | 2  | 0  |
| Runar Berg           | 1970-10-07 | FK Bodø/Glimt     | 0  | 2 | 0 | 2  | 0  |
| Ståle Solbakken      | 1968-02-27 | Lillestrøm SK     | 0  | 2 | 0 | 2  | 0  |
| Kåre Ingebrigtsen    | 1965-11-11 | Manchester City   | 0  | 1 | 0 | 21 | 1  |
| Roar Strand          | 1970-02-02 | Rosenborg BK      | 0  | 1 | 0 | 1  | 0  |
| Aanval               |            |                   |    |   |   |    |    |
| Jostein Flo          | 1964-10-03 | Sheffield United  | 10 | 2 | 1 | 29 | 7  |
| Jan Åge Fjørtoft     | 1967-01-10 | Middlesbrough     | 9  | 2 | 1 | 56 | 16 |
| Sigurd Rushfeldt     | 1972-12-11 | Tromsø IL         | 5  | 0 | 0 | 5  | 0  |
| Geir Frigård         | 1970-11-03 | Kongsvinger IL    | 2  | 3 | 1 | 5  | 1  |
| Frank Strandli       | 1972-05-16 | SK Brann          | 2  | 0 | 1 | 8  | 1  |
| Gøran Sørloth        | 1962-07-16 | Viking Stavanger  | 1  | 2 | 0 | 55 | 15 |
| Mons Ivar Mjelde     | 1967-11-17 | Austria Wien      | 1  | 0 | 0 | 2  | 2  |